# Сан-Вісенте-де-ла-Баркера
Сан-Вісенте-де-ла-Баркера (ісп. San Vicente de la Barquera) — муніципалітет в Іспанії, у складі автономної спільноти Кантабрія. Населення — 4546 осіб (2009).
Муніципалітет розташований на відстані близько 340 км на північ від Мадрида, 48 км на захід від Сантандера.
На території муніципалітету розташовані такі населені пункти: Абаньйо, Ла-Асебоса, Ель-Барсеналь, Гандарілья, Ортігаль, Лос-Льяос, Ла-Ревілья, Сан-Вісенте-де-ла-Баркера (адміністративний центр), Сантільян-Борія.

## Демографія
Динаміка населення (INE ):

## Галерея зображень

Розташування муніципалітету
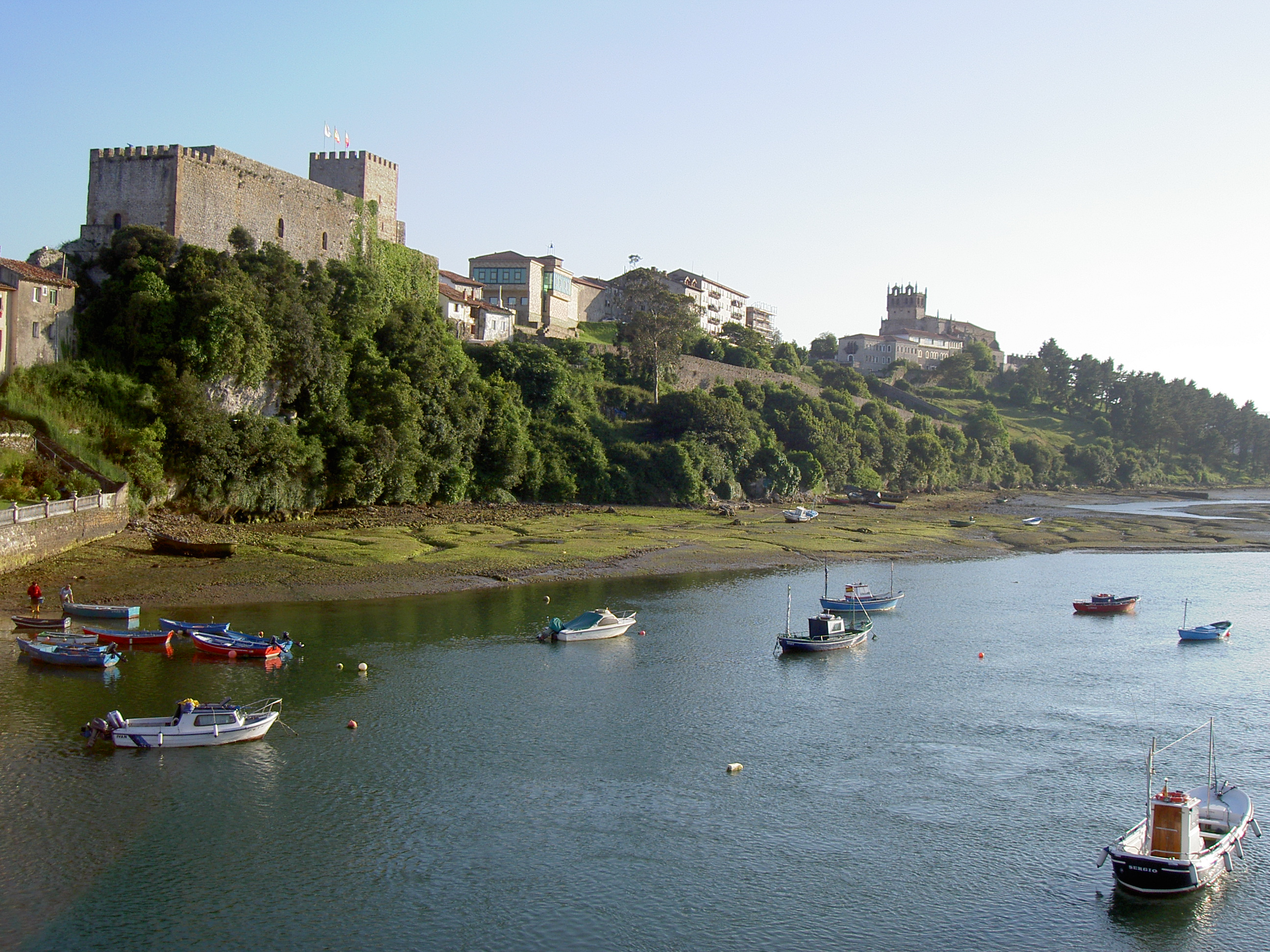
Королівський замок, побудований в Ранньому Середньовіччі
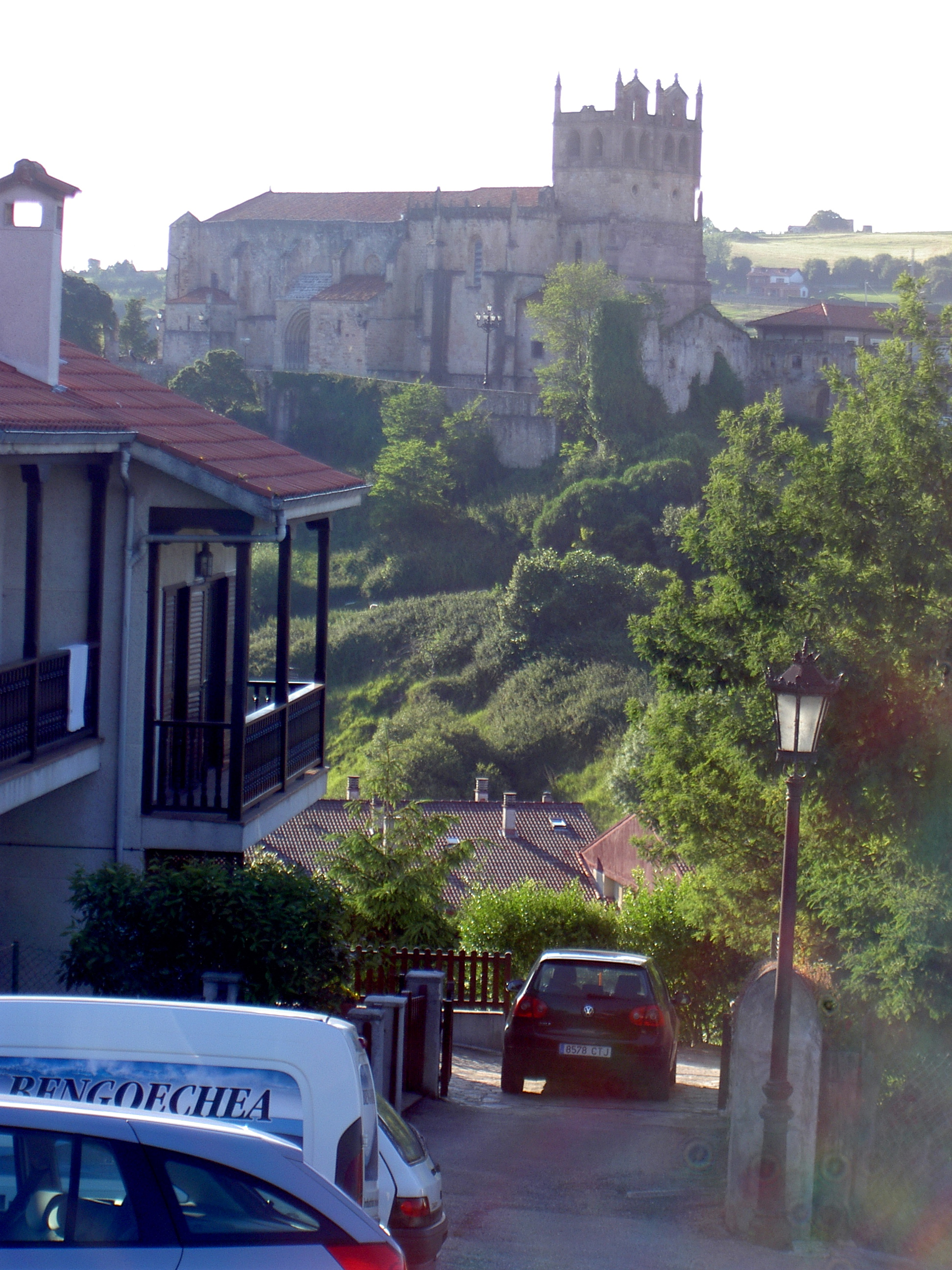
Церква Санта Марія де лос Анжелес
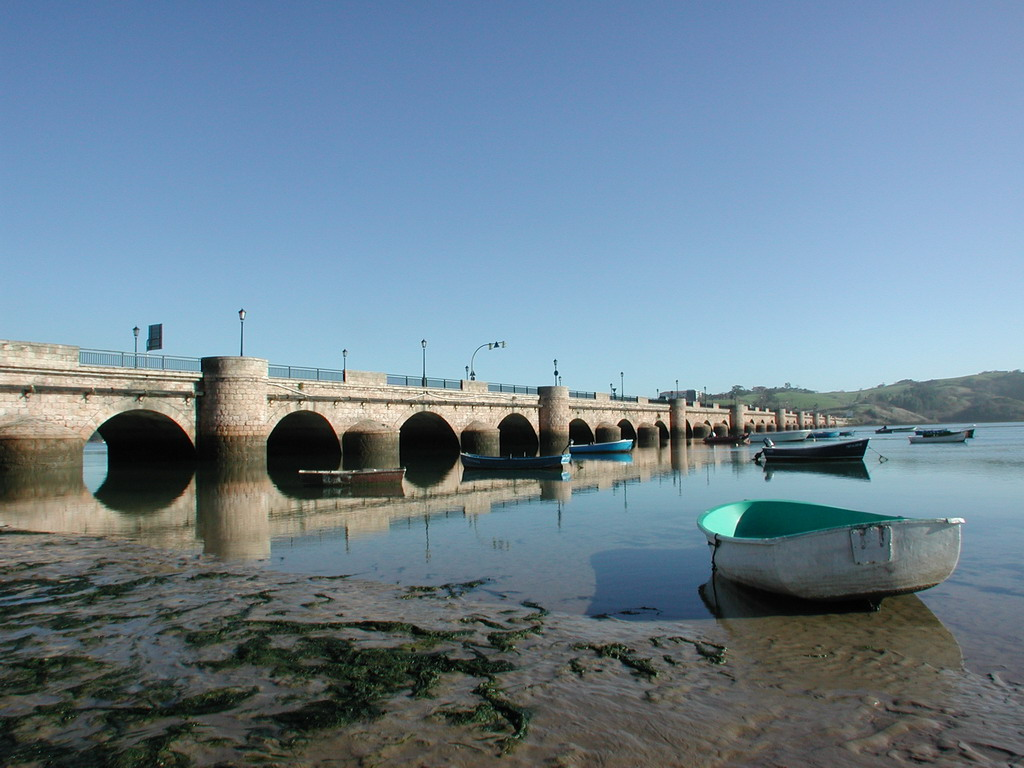
Міст Маза в Сан-Вісенте-де-ла-Баркера
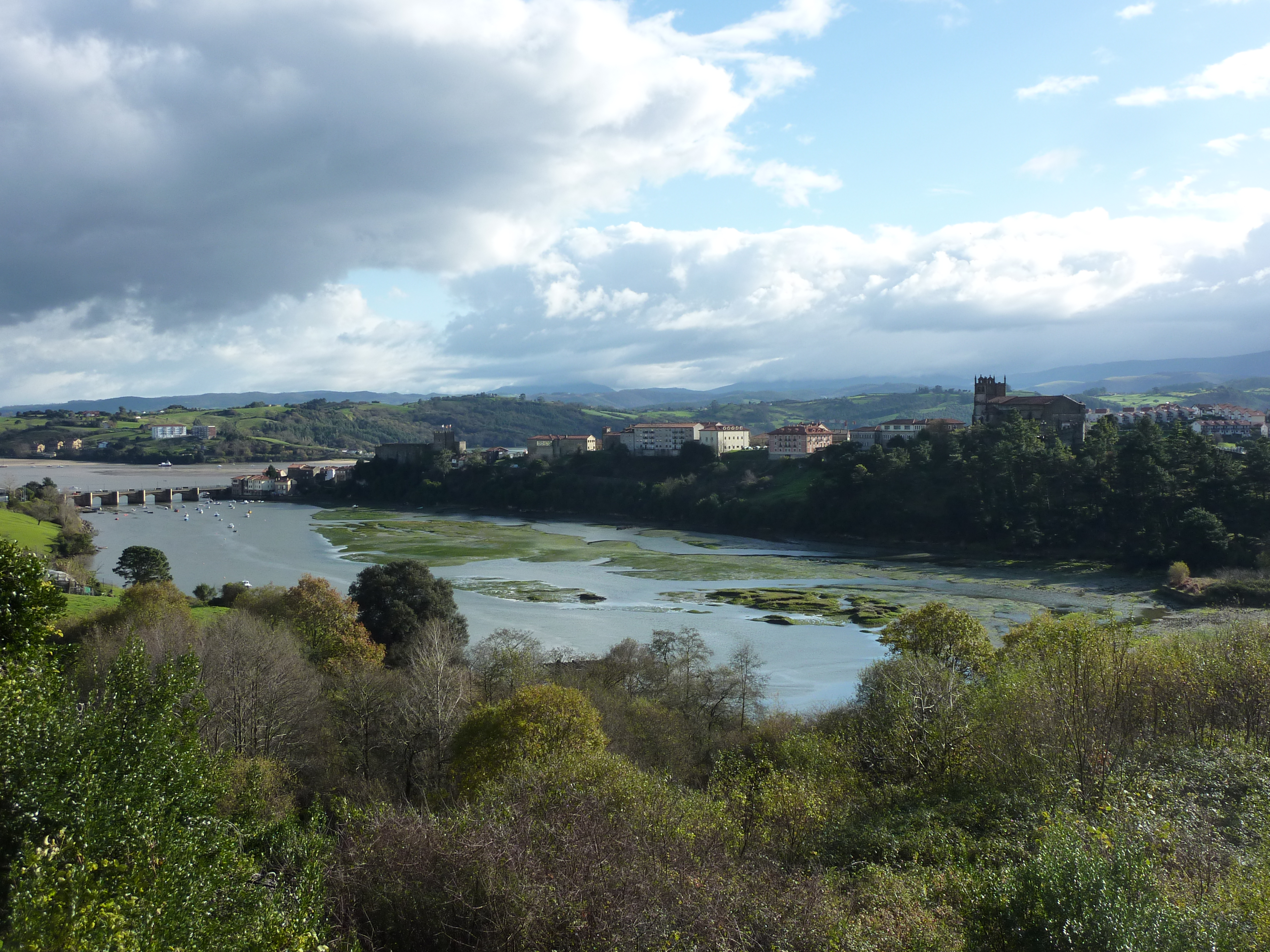
Ріка Ескудо та Сан-Вісенте-де-ла-Баркера